# Marcel Lafrenière
Pour les articles homonymes, voir Lafrenière.
Marcel Lafrenière (né le 19 juin 1939 à Malartic) est un homme politique québécois, député péquiste d'Ungava à l'Assemblée nationale du Québec, de 1981 à 1985.

## Biographie

### Jeunesse et formation
Marcel Lafrenière naît à Malartic, en Abitibi, le 19 juin 1939. Il est le fils d'Isaac Lafrenière, mineur, et de Lucienne Crépaud.
Il fait ses études secondaires à l'École supérieure Saint-Martin à Malartic. En 1954 et 1955, il étudie à l'École de soudure Grenier à Louiseville. Il suit ensuite des cours de management à Guelph, en Ontario.

### Carrière professionnelle
Marcel Lafrenière est membre des Forces armées canadiennes de 1956 à 1959. En 1960, il devient mineur pour la compagnie minière Campbell, à Chibougamau. En 1961 et 1962, il est agent d'affaires pour le Conseil des métiers de la construction (FTQ), pour les régions Côte-Nord et Abitibi. De 1962 à 1972, il travaille pour divers entrepreneurs miniers. De 1972 à 1981, il est responsable du service des loisirs de la ville de Chibougamau. Il est fondateur de l'Association des arénas du Québec et y occupe le poste de trésorier de 1978 à 1980. Il est président de la Fédération de hockey sur glace du Québec.

### Carrière politique
Lors des élections générales québécoises de 1981, Marcel Lafrenière est élu député d'Ungava, sous la bannière du Parti québécois. Cette circonscription a été créée en 1980, il en est le premier député élu. Du 20 mars au 23 octobre 1985, il est vice-président de la Commission des affaires sociales. Il ne se représente pas aux élections générales de 1985. Son successeur est le député péquiste Christian Claveau.

### Résultats électoraux
Lors des élections générales de 1981, Marcel Lafrenière obtient 9 679 voix, soit 61,53% des votes. Son adversaire Laurent Levasseur, candidat pour le Parti libéral du Québec, obtient 6 052 voix, soit 38,47% des votes.

## Archives
Les archives du député Marcel Lafrenière sont conservées à la Société d'histoire régionale de Chibougamau.